# Blumea (tijdschrift)
Blumea is een Nederlands botanisch tijdschrift. Het tijdschrift is in 1934 onder leiding van Rijksherbariumdirecteur Herman Johannes Lam geïntroduceerd als opvolger van Mededeelingen van 's Rijks Herbarium. 
Het tijdschrift is vernoemd naar botanicus Carl Ludwig Blume. De Engelstalige ondertitel luidt: Journal of Plant Taxonomy and Plant Geography.
Naturalis is als opvolger van het Rijksherbarium verantwoordelijk voor het tijdschrift. 
Vanaf Volume 62 (2017) verschijnt Blumea uitsluitend elektronisch.  In de regel verschijnen per jaar drie edities van het tijdschrift die gezamenlijk rond de zeshonderd bladzijden tellen.
Voor publicatie worden artikelen onderworpen aan peer review door gekwalificeerde, onafhankelijke wetenschappers. In het tijdschrift verschijnen artikelen met betrekking tot de beschrijvende plantkunde waaronder plantentaxonomie, fytogeografie, ecologie, morfologie en anatomie. Er wordt gepubliceerd over zowel zaadplanten als cryptogamen (behalve schimmels, waarvoor het tijdschrift Persoonia is opgericht). 
Voor de floristische studies ligt de geografische nadruk op geografische gebied waarmee Naturalis  zich bezighoudt: Sub-Sahara Afrika (behalve Zuid-Afrika), de Malesische regio (Indonesië, Maleisië, de Filipijnen, Nieuw-Guinea, Singapore en Brunei) en Zuid-Amerika (vooral de Guyana's).
Naast de standaardedities verschijnen Supplement Series van Blumea, waarin proefschriften en regionale plantenchecklists worden gepubliceerd. 